# Tornado (film 1996)
Tornado è un film per la televisione statunitense del 1996 diretto da Timothy Bond.

## Trama
Nel 1996, in Nebraska, una serie di tornado devasta la zona rurale. A Blainsworth, l’adolescente Dan Hatch vive un rapporto teso con il patrigno Jack. Quando un tornado si abbatte sulla città, Dan salva il fratellino, soccorre la nonna ferita e trova Jack intrappolato sotto un camion, e riesce a farlo liberare. I componenti della famiglia, costretti a fuggire da un nuovo tornado, si rifugiano sotto un cavalcavia e riescono a salvarsi. 
Passato il tornado, Jack ammette di essere orgoglioso di Dan.